# Ewoluowalność
Ewoluowalność – zdolność organizmu do generowania dziedziczonej zmienności fenotypowej. Jest kluczową cechą każdego systemu ewoluującego, a sama koncepcja łączy szeroki zakres dziedzin wiedzy związanych z teorią ewolucji.
Jako twórcę terminu wskazuje się Richarda Dawkinsa, chociaż opisy zjawiska były obecne w literaturze naukowej już wcześniej. W efekcie powstała cała rodzina powiązanych koncepcji, w których ewoluowalność definiowana jest w węższym lub szerszym ujęciu. Szeroko rozumiany termin oznacza zdolność grupy organizmów tworzących linię ewolucyjną do efektywnej odpowiedzi adaptacyjnej w zmieniających się warunkach środowiska.
Obowiązującym paradygmatem w biologii ewolucyjnej jest współczesna synteza ewolucyjna, będąca rozwinięciem teorii doboru naturalnego zaproponowanej przez Darwina. W wyniku poznania zjawisk takich jak ewoluowalność, plastyczności fenotypowej, dziedziczenia epigenetycznego oraz rozwoju evo-devo niektórzy biolodzy proponują nowe ujęcie wiedzy o ewolucji, określając je jako rozszerzoną syntezę ewolucyjną (EES – ang. extended evolutionary synthesis).

## Częstość mutacji
Wyniki badań pozwalają na jednoznaczne stwierdzenie, że większość mutacji jest dla organizmów szkodliwa i zmniejsza dostosowanie osobników. Jednak brak mutacji i całkowicie wierne przekazywanie materiału genetycznego z pokolenia na pokolenie uniemożliwiałoby zachodzenie ewolucji. Dlatego zarówno zbyt duża, jak i zbyt mała liczba mutacji może prowadzić do spadku dostosowania. Doświadczenia potwierdzają występowanie zmian genetycznych prowadzących do trwałego podwyższenia lub obniżenia częstości mutacji. U drożdży i bakterii poznano geny mutatory, które zwiększają liczbę spontanicznych mutacji. Zarazem znane są geny antymutatorowe, których obecność zmniejsza liczbę mutacji. W ludzkim genomie stwierdzono występowanie loci o wysokiej częstości mutacji. Z jednej strony mogą one przyspieszać ewolucję, z innej przyczyniać się do powstawania chorób. Szczególnie dużą liczbę „gorących punktów” (ang. hotspots) polimorfizmu stwierdzono w odcinkach DNA ludzkich plemników i o niskim poziomie metylacji. Fragmenty takie stanowią około 1% genomu. Dużą koncentrację mutacji strukturalnych stwierdza się u osób ze zdiagnozowaną schizofrenią, zaburzeniem afektywnym dwubiegunowym, opóźnieniem rozwoju oraz autyzmem i są one skoncentrowane w regionach o niskiej metylacji.
Cecha, jaką jest częstość mutacji, prawdopodobnie może być optymalizowana przez dobór. Częstość spontanicznych mutacji różni się dla poszczególnych grup organizmów. U eukariontów dochodzi do 0,1-100 mutacji na genom na pokolenie płciowe, co odpowiada 1/300 mutacji na genom na podział komórki. Podobną średnią częstość mutacji stwierdzono u bakterii – 0,0033 mutacji na pojedynczą replikację DNA. U wirusów RNA dochodzi do około 1 mutacji na genom na replikację, a retrowirusów i retrotranspozonów około 0,1 mutacji na genom na replikację.

## Buforowanie zmienności genetycznej

Sieć genotypów powstała w wyniku kolejnych mutacji. Fenotyp oznaczono kolorem. Genotyp niewrażliwy (ang. robust) daje taki stały fenotyp po każdej z możliwych mutacji.

Schemat podstawowej sieci metabolicznej komórki eukariotycznej. Punkty oznaczają enzymy, a linie – reakcje chemiczne. Wiele metabolitów może być wytworzonych także po utracie niektórych enzymów.

Szybkość powstawania nowych adaptacji zależy od zmienności genetycznej. Jednak w stosunkowo stałych warunkach środowiska fenotyp pozostaje dość dobrze przystosowany i większość zmian nie ma wartości adaptacyjnej. Dopiero stres wywołany nagłymi zmianami warunków życia stawia wymaganie nowego przystosowania. Organizmy mają zdolność fenotypowego buforowania mutacji, tak że są one kumulowane w genotypie bez widocznych zmian. Kumulowana przez okres sprzyjających warunków zmienność genetyczna może być wyzwolona w czasie nagłych zmian wymagających dostosowania w postaci nowych cech. Zdolność buforowania mutacji, określana też jako niewrażliwość genetyczna (ang. genetic robustness), może być immanentną cechą systemu. Systemy biologiczne i niebiologiczne są odporne na losowe usuwanie pojedynczych elementów. Doświadczenia potwierdziły, że nokauty pojedynczych genów drożdży nie powodują zaburzeń fenotypu. Jednakże już na początku XX wieku pojawiły się hipotezy o istnieniu genów modyfikatorów, zapewniających neutralizację szkodliwych mutacji. Hipotezy te zostały potwierdzone doświadczeniami, a geny pozwalające zamaskować zmienność określane są jako fenotypowe kondensatory. Wykryto je u Drosophila, Arabidopsis, Manduca, Escherichia coli oraz drożdży. Dobrze poznanym mechanizmem gromadzenia zmienności genetycznej jest obecność białek opiekuńczych takich jak Hsp90 oraz GroEL. Nokaut genu białka Hsp90 prowadzi do uwolnienia polimorfizmu poprzez zróżnicowanie składania białek, kontrolowane przez Hsp90.
Pojemność buforowania genetycznego jest ograniczona, a przekroczenie pewnego progu mutacji wyzwala dość gwałtowny przyrost zmienności fenotypowej. Znanych jest wiele przypadków, gdy nokaut pojedynczego genu prowadzi do wzrostu zmienności fenotypowej potomstwa mutanta.
Koncepcja genetycznej niewrażliwości pozwala także wyjść ze sporu pomiędzy selekcjonizmem a neutralizmem, obecnym w rozważaniach nad ewolucją molekularną poprzez całkiem inne ujęcie zagadnienia.

## Modułowość

Potencjalne drogi ewolucyjne do modułowości

Schemat modułowej plejotropii

Drugim elementem ewoluowalności jest modułowość, czyli stopień, w jakim cechy fenotypowe połączone są w grupy. W ujęciu części autorów modułowość jest zależna od poziomu i struktury plejotropii i epistazy, chociaż oba pojęcia odnoszą się do heterogenicznej mnogości wariantów genomu. Bardziej modułową architekturę genetyczną wykazują organizmy rozmnażające się płciowo, w efekcie te organizmy charakteryzują się wyższą ewoluowalnością.

## Mapy genotyp→fenotyp (G→P)
Zdolność buforowania zmienności genetycznej oraz modułowość zmieniają sposób patrzenia na zależności pomiędzy genotypem a fenotypem. Mapa genotyp-fenotyp musi uwzględniać wszystkie warianty rozwojowe dla jednego genotypu. Wiąże się to z uwzględnieniem zjawiska plastyczności fenotypowej, a przed evo-devo postawione zostaje zadanie wyjaśnienia wszystkiego, co łączy warianty genotypowe z wariantami fenotypowymi. Z drugiej strony ten sam fenotyp może być uzyskiwany dzięki różnym kombinacjom genetycznym. Istnieje więc obszar parametrów, w którym fenotyp pozostaje stabilny zarówno względem zakłóceń pochodzących ze środowiska, jak i genetycznych. Mapowanie ma na celu wyznaczenie, jak wiele parametrów rozwojowych musi się zmienić, aby doszło do zmiany fenotypu.

## Ewolucja
Dowody na ewolucyjne pochodzenie ewoluowalności są silne. Zespół cech umożliwiających ewolucję, szczególnie jako przystosowanie gatunku lub populacji do zmieniających się warunków środowiska, mógł powstać drogą doboru naturalnego. Rozważane jest także powstanie ewoluowalności jako produktu ubocznego innych przystosowań lub nieodłączną cechę organizmów, nie związaną z doborem naturalnym. Dowodami za ewolucyjnym pochodzeniem zdolności do ewolucji są geny wpływające na opisane wyżej cechy. Geny mutatory mogą zwiększać częstość mutacji w nowym środowisku. Opisano zjawisko podwiezienia (ang. hitch-hiking) u bakterii Escherichia coli przeniesionych do nowego środowiska. Gen mutator zwiększa szanse na powstanie alleli warunkujących adaptację. Korzystna mutacja zapewnia przekazanie genu mutatora do kolejnego pokolenia – podwiezienie. W stabilnych warunkach musi dojść do kompensacji efektu mutatora, albo wyginięcia osobników o zwiększonym tempie powstawania mutacji. Poznano także mechanizm pozwalający na kumulację mutacji bez negatywnych skutków dla organizmu. Białko opiekuńcze Hsp90 występuje powszechnie u różnych organizmów i umożliwia przyjęcie właściwej struktury trzeciorzędowej wielu białkom, nawet jeśli dochodzi do mutacji zmieniających pojedyncze aminokwasy.